# Zdeněk Šmíd (lední hokejista)
Zdeněk Šmíd (* 3. února 1980) je bývalý český hokejový brankář. Mezi jeho největší sportovní úspěchy patří zisk juniorského titulu mistra světa na šampionátu v roce 2000, na němž působil jako první brankář českého národního mužstva.

## Kariéra
Lední hokej se začal učit v Plzni, avšak první extraligový zápas odchytal v sezóně 1998/1999 v dresu Karlových Varů. V dresu tohoto mužstva působil ještě následující dvě sezóny, během nichž střídavě působil i v juniorském výběru tohoto celku.
Na přelomu let 1999 a 2000 byl členem týmu, který získal titul juniorského mistra světa na světovém šampionátu této věkové kategorie. K zisku titulu přispěl vynikajícím výkonem v brance.
Po mistrovství byl v šestém kole jako 168. v pořadí draftován do NHL týmem Atlanta Thrashers.
Před sezónou 2001/2002 odešel Šmíd do Finska, do celku Hämeenliiny, za níž odchytal 18 zápasů. Pak se – ještě v téže sezóně – stěhoval do Švédska, do celku Luleå HF.
Po sezóně se vrátil zpět do České republiky a nastupoval za celek Liberce. V jeho dresu odehrál pouze dvě utkáním a byl za obránce Jiřího Hanzlíka vyměněn do Plzně. V ní působil i následující sezónu, během níž však byl spolu s Alešem Krátoškou vyměněn do Slavie Praha za Romana Málka. Za ni však (vlivem zranění třísel) odchytal jen pět utkání.
Před sezónou 2004/2005 se Šmíd vrátil zpět do Karlových Varů, avšak vlivem přetlaku na brankářském postu byl uvolněn do pražské Sparty, ale posléze – i s ohledem na zranění slávistického brankáře Petra Fraňka – přestoupil (na hostování) opět do Slávie Praha.
Po sezóně 2004/2005 však již hokejovou kariéru ukončil, kvůli vážnému zranění třísel a protože neviděl šanci stát se prvním brankářem v některém z extraligových celků. Vede stavební firmu svého otce.